# 1218
Évszázadok: 12. század – 13. század – 14. század
Évtizedek: 1160-as évek – 1170-es évek – 1180-as évek – 1190-es évek – 1200-as évek – 1210-es évek – 1220-as évek – 1230-as évek – 1240-es évek – 1250-es évek – 1260-as évek
Évek: 1213 – 1214 – 1215 – 1216 –  1217 – 1218 – 1219 – 1220 – 1221 – 1222 – 1223

## Események
- január – II. András magyar király keresztes hadjárata Akkó sikertelen ostromával kudarcba fullad. Még seregével végigpusztítja a Tiberiás tavának környékét, sikertelenül megostromolja a Tábor-hegyi erődöt, majd a király visszatér Magyarországra. Az országban elhatalmasodik a feudális anarchia.
- Kálmán magyar királyi herceg és halicsi király fogságba esik, miután seregeit kiűzik Galíciából.
- A Livóniai Kardtestvérek serege megtámadja at észtek földjét.
- IX. Alfonz leóni király megalapítja a salamancai egyetemet.
- július 6. – IV. Hugó burgundi herceg (III. Eudo fia) trónra lépése (1272-ig uralkodik).

## Születések
- május 1. – I. Rudolf német király († 1291), I. János hainaut-i gróf († 1257)